# 叻猜巴洛站
叻猜巴洛車站屬泰國首都曼谷蘇凡納布機場捷運城市線上的一個中途車站。2010年8月23日起啟用。

## 车站构造
位於叻猜巴洛與大城路交界，距離玛卡珊站僅400公尺，車站長200公尺。佔地四層，地下是公共汽車站及停車場；二樓為行人通道；三樓為票房、售票機及商店；四樓為月台。
| L3                | 月台 | \| 側式 · 開左邊车门 \| \| \| \| \| \| 曼谷机场快线往素万那普（目甲訕） \| \| \| \| 曼谷机场快线往帕亚泰（帕亚泰） \| \| 側式 · 開左邊车门 \| \| \| |
| L2                | 站厅 | 票务、客服中心、商业 |
| L1                | 地面 | 停车场、巴士站 |
| 側式 · 開左邊车门 |      | |
|                   |      | 曼谷机场快线往素万那普（目甲訕） |
|                   |      | 曼谷机场快线往帕亚泰（帕亚泰） |
| 側式 · 開左邊车门 |      | |

## 公共汽車
- 叻猜巴洛路（Ratchaprarop Road）：13路及54路（至叻猜拉披色車廠）、14路、17路、62路、74路、77路、513路及539路（至勝利紀念碑）；204路（至匯權四角）
- 大城路（Sri Ayutthaya Road）：17路、62路、77路（至水門）